# 1980 Tezcatlipoca
1980 Tezcatlipoca è un asteroide near-Earth del diametro medio di circa 4,3 km. Scoperto nel 1950, presenta un'orbita caratterizzata da un semiasse maggiore pari a 1,7094458 UA e da un'eccentricità di 0,3648145, inclinata di 26,86937° rispetto all'eclittica.
L'asteroide è dedicato all'omonima divinità della mitologia azteca.